# Concordia parvae res crescunt, discordia maximae dilabuntur
Concordia parvae res crescunt, discordia maximae dilabuntur («злагодою малі держави зміцнюються, від розбіжностей найбільші розпадаються») — латинський афоризм, що підкреслює необхідність єдності та злагодженості дій. Вперше вжито  Саллюстієм в «Югуртинській війні».
За Саллюстієм, Міціпса, цар  Нумідії і союзник  римлян, перед смертю вирішив залишити престол трьом своїм синам — рідним  Адгербалу і  Гіємпсалу і приймаку  Югурті, синові одного з його позашлюбних братів, що раніше відзначився у  Нумантійській війні. У промові, яку Міціпса сказав на смертному одрі, він наголосив на важливості дружби і вірності для збереження держави:

Не військо і не скарби — оплот царювання, але друзі, яких неможливо ні зброєю змусити, ні золотом здобути: їх купують виконанням обов'язку і вірністю. Хто кращий друг, ніж брат брату? Іншими словами, хто зі сторонніх людей виявиться вірним тобі, якщо ближнім своїм ти ворогом будеш? Я, зі свого боку, передаю вам царство міцним, якщо будете чесними людьми; якщо ж будете дурними, то — слабким. Бо згодою малі держави зміцнюються, від розбіжностей — найбільші розпадаються.
— «Югуртинська війна», 10, 4
Тит Лівій в « Історії» вживає схожий вираз:

Немає нічого надійнішого для захисту спільної справи, ніж злагода у товаришах
— «Історія від заснування міста», X, 22, 3
Першу частину виразу («concordia parvae res crescunt») було обрано девізом італійського спортивного товариства Polisportiva Lazio (нині ФК Лаціо).